# 히틀러 암살미수
이하는 현재까지 그 존재 사실이 명확히 밝혀진 아돌프 히틀러의 암살 시도 및 미수 사건 목록이다. 가장 유명하고 또 극적이었던 7월 20일 음모사건을 대개 "히틀러 암살미수사건"이라고 통칭하기도 한다.
별도의 비고가 없으면 모든 암살미수는 나치 정권 때 일어난 것들이다. 별도의 비고가 없으면 모든 암살미수는 독일인에 의해 일어난 것들이다.
| 일자                      | 장소                                              | 암살 주체                                                                            |
| ------------------------- | ------------------------------------------------- | ------------------------------------------------------------------------------------ |
| 1933년 이전               | 나치의 권력 장악 이전에 4회의 암살 시도가 있었음. | 나치의 권력 장악 이전에 4회의 암살 시도가 있었음.                                    |
| 1934년                    | 베를린                                            | 베포 뢰머                                                                            |
| 1934년                    | 베를린                                            | 헬무트 밀리우스                                                                      |
| 1935년                    | 베를린                                            | 마르비츠단                                                                           |
| 1935년                    | 베를린                                            | 파울 요제프 슈토어머                                                                 |
| 1936년 12월 20일          | 뉘른베르크                                        | 헬무트 히르슈                                                                        |
| 1937년                    | 베를린                                            | 요제프 토마스                                                                        |
| 1937년                    | 베를린 체육궁                                     | 친위대 제복을 입은 신원미상의 남자                                                   |
| 1938년 9월 28일           | 베를린                                            | 오스터 음모사건: 뮌헨 협정의 결과로 인해 실행되지 않음                               |
| 1938년 11월 9일           | 뮌헨 펠트헤른할레                                 | 모리스 바보                                                                          |
| 1939년 10월 5일           | 바르샤바                                          | 미하우 카라스제비츠토카르체프스키, 폴란드 승리복무대                                 |
| 1939년 11월 8일           | 뮌헨 뷔르거브레우켈러                             | 요한 게오르크 엘저                                                                   |
| 1939년                    | 베를린                                            | 에리히 코르트                                                                        |
| 1940년                    | 파리                                              | 에르빈 폰 비츨레벤                                                                   |
| 1941년                    | 베를린                                            | 니콜라우스 폰 할렘                                                                   |
| 1941년-1943년 (여러 차례) | 베를린                                            | 베포 뢰머                                                                            |
| 1943                      | 발키                                              | 후베르트 란츠, 한스 슈파이델, 히아킨트 폰 슈트라흐비츠 백작                          |
| 1943년 3월 13일           | 스몰렌스크행 비행기                               | 헤닝 폰 트레스코브, 파비안 폰 슐라브렌도르프                                         |
| 1943년 3월                | 스몰렌스크                                        | 프리드리히 쾨니히, 필리프 폰 뵈젤라거                                                |
| 1943년 3월 21일           | 베를린 군수창                                     | 헤닝 폰 트레스코브, 파비안 폰 슐라브렌도르프, 루돌프 크리스티안 폰 게르슈도르프 남작 |
| 1943                      | 동프로이센 늑대소굴                               | 신원미상의 폴란드인                                                                  |
| 1943년                    | 베를린                                            | 루돌프 크리스토프 폰 게르슈도르프 남작                                               |
| 1943년 11월 16일          | 동프로이센 늑대소굴                               | 악셀 폰 뎀 부셰슈트라이토르슈트 남작                                                 |
| 1944년 1월                | 동프로이센 늑대소굴                               | 에발트하인리히 폰 클라이스트슈멘친                                                   |
| 1944년 3월 11일           | 오버잘츠베르크 베르크호프                         | 에버하르트 폰 브라이텐부흐                                                           |
| 1944년 (여러 차례)        | 베를린                                            | 클라우스 폰 슈타우펜베르크 백작                                                      |
| 1944년 7월 20일           | 동프로이센 늑대소굴                               | 클라우스 폰 슈타우펜베르크 백작                                                      |

## 같이 보기
- 7월 20일 음모사건
- 폭슬레이 작전
- 불꽃 작전 (1940년)
- 발퀴레 작전
- 오스터 음모사건